# Згурський Іван Кирилович
Іван Кирилович Згурський (25 вересня 1896 — 19 серпня 1967) — український селекціонер великої рогатої худоби, лауреат Сталінської премії (1950), заслужений зоотехнік УРСР (1956).

## Життєпис

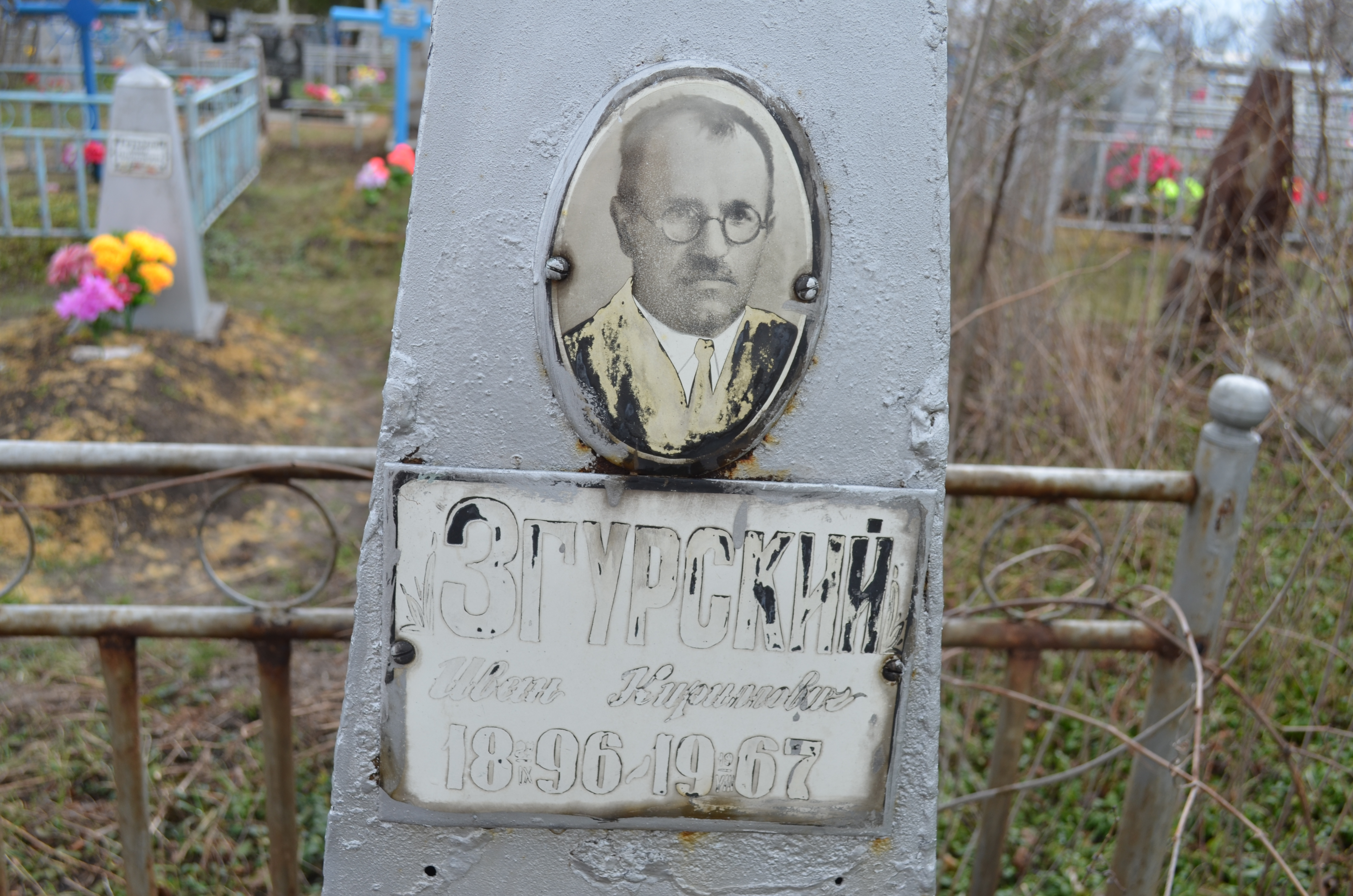
Могила І. Згурського в Чупахівці

Народився 25 вересня 1896 року в Таврійській губернії.
Закінчив Мар'ївське сільськогосподарське училище на Донбасі (1918).
Закінчив заочно Київський зоотехнічний інститут (1932).
Працював в Запорізькій області — старшим зоотехніком племінного господарства «Анкерман», головним агрономом радгоспу, директором Державного племінного заводу на Мілітопольщині.
З 1935 року — проживав і працював в Чупахівці на Сумщині. Старший зоотехнік племінного господарства Чупахівського цукрового заводу. Займався виведенням нових порід великої рогатої худоби, зокрема, знаменитої згодом породи корів «Лебединська», які давали до 68 літрів молока на добу.
Під час другої світової війни племінна худоба була евакуйована під керівництвом І. Згурського 1941 року до Киргизії і потім повернулася 1943 року в Чупахівку з евакуації зі значним приплодом молодняка.
Помер 19 серпня 1967, похований в Чупахівці на селищному кладовищі.

## Громадська діяльність
1953 - Обирався депутатом Сумської обласної Ради депутатів трудящих від Чупахівського виборчого округу № 14.

## Нагороди і відзнаки
- Сталінська премія другого ступеня (1950) — за виведення нової високопродуктивної лебединської породи великої рогатої худоби.
- Почесне звання «Заслужений зоотехнік УРСР» (1956).